# Kaleen
Kaleen az ausztrál főváros, Canberra egyik elővárosa Tuggeranong kerületben.  A 2006-os népszámlálás alapján 7586 fő lakik itt. Kaleen város neve vizet jelent a Wiradhuri bennszülött törzs nyelvén, akik a Central West kistérségben élnek, Új-Dél-Wales-ben. A települést 1974-ben alapították. A külváros utcáit ausztrál folyókról nevezték el. A külváros Lyneham, Giralang, Lawson és Bruce közelében fekszik. A Baldwin és a Ginnindera Street határolja területét. Az elővárosban több sportolási lehetőség is van, mint például a foci, a krikett és a rögbi. 
Kaleenban két fontosabb bevásárlási lehetőség van, amelyek a Marrynbirnong Avenue-n találhatóak. 
Az elővárosban több vallás is képviselteti magát, melyeknek templomai a görög ortodox templom, a kopt keresztény templom, az anglikán templom és a St Simon's templom. 
A település utcái megtekinthetők a Google Street View (Utcakép) szolgáltatással.

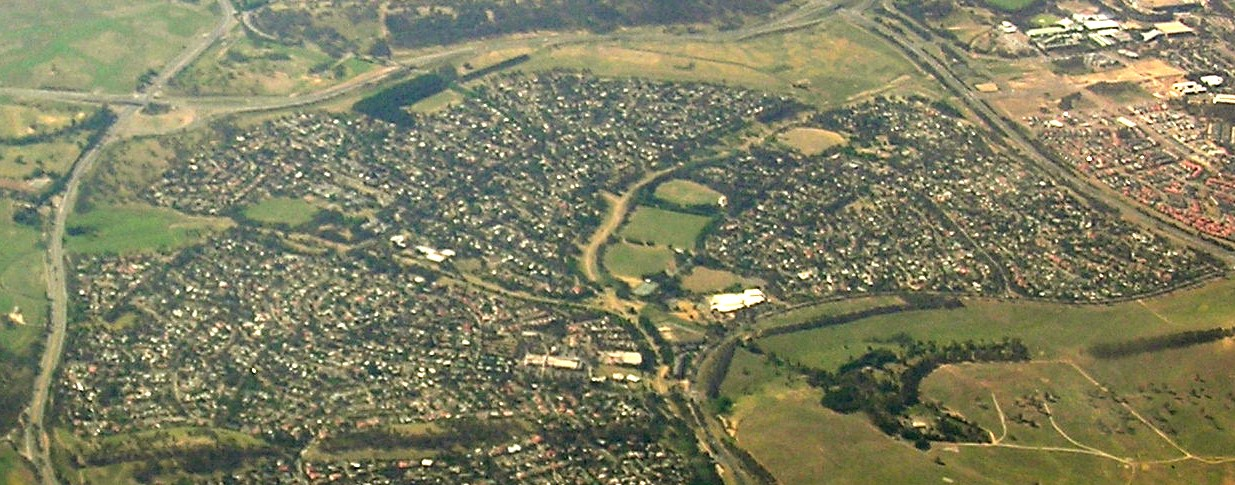
Kaleen madártávlatból

A kisvárosban több oktatási intézmény is megtalálható, melyek a Kaleen Primary School, a 
Marrynbirnong Primary School és a Kaleen High School. A város keleti határában a Lyneham Ridge eukaliptusz ültetvény és egy lótenyésztő telep található. 
Kaleen, mint a többi Canberrát övező külváros, jól kiépített kerékpárút hálózattal rendelkezik.

## Földrajza
Az ordovícium korából származó Canberra-alakzat, valamint a Pittma-alakzat egy része fekszik a város területe alatt, melyeket a Gungahlin-vető választ el egymástól.

## Fordítás
Ez a szócikk részben vagy egészben  a   Kaleen, Australian Capital Territory című angol Wikipédia-szócikk ezen változatának fordításán alapul.  Az eredeti cikk szerkesztőit annak laptörténete sorolja fel. Ez a jelzés csupán a megfogalmazás eredetét és a szerzői jogokat jelzi, nem szolgál a cikkben szereplő információk forrásmegjelöléseként.